# ルヘンゲリ
ルヘンゲリ（Ruhengeri）は、ルワンダの北部州の州都でムサンツェ郡（en）の中心都市。県名と同じムサンツェと呼ばれることもある。かつての県名はルヘンゲリ県（2006年に北部州に再編）。ルワンダ北西部、ヴィルンガ山地の南に位置し、ふたごのルホンド湖（en）やブレラ湖（en）に近い。また火山国立公園、マウンテンゴリラの生息地のいわば玄関口でもあり、観光客相手のホテルやレストランが開業した。2022年国勢調査の人口は約15万人。
市内に応用化学研究所（Institute of Applied Sciences）があり、またダイアン・フォッシー国際ゴリラ基金（en）は2021年の完成を目指して施設を建設。